# اعجاز سوسمار سخنگو
الا یا رسول الله بورکت هادیا یا ماجرای سوسمار سخنگو یا شاعر ریشه در حدیثی مشهور از ابن‌عباس در بحارالانوار دارد و متنی سرشناس از آخرین کتاب احمد کسروی با عنوان در پاسخ بدخواهان پیرامون «مغالطه در معجزه» می‌باشد که در سال ۱۳۲۳ پیش از ترور احمد کسروی منتشر شد. عبارت اشاره شده توسط کسروی گزیده‌ای از اصل شعر عربی زیر است:
| الا یا رسول الله انک صادق    |  | فبورکت مهدیا و بورکت هادیا    |
| شرعت لنا دین الحنیفة بعد ما  |  | عبدنا کامثال الحمیر الطواغیا  |
| فیا خیر مدعو یا خیر مرسل     |  | الی الجن بعد الانس لبیک داعیا |
| و نحن اناس من سلیم و اننا    |  | اتیناک نرجو ان ننال العوالیا  |
| اتیت ببرهان من الله واضح     |  | فاصحبت فینا صادق القول زاکیا  |
| فبورکت فی الاحوال حیا و میتا |  | و بورکت مولودا و بورکت ناشیا  |

خلاصه اصل حدیث در بحارالانوار و همچنین ترجمه آن روی وبگاه شهید آوینی به شرح زیر است: یک اعرابی بت‌پرست که به لات و عزی قسم می‌خورد سوسماری را گرفته و پیش محمد می‌رود و با لحنی تند او را در جمع اصحابش «جادوگر و دروغگو» خطاب می‌کند. صحبت‌هایی پیرامون اخلاق بین آن دو رد و بدل می‌شود و نهایتاً اعرابی سوسمار را از آستینش درآورده، روی زمین می‌گذارد و می‌گوید به لات و عزی قسم اگر این سوسمار ایمان بیاورد من نیز می‌آورم و محمد سوسمار در حال فرار را صدا کرده و از سوسمار می‌پرسد که من کیستم و تو چه کسی را می‌پرستی؟ سوسمار تمام اصل و نسب و اجداد محمد تا ابراهیم را از بر بازگو می‌کند و ابراهیم را پیامبر و محمد را محبوب او می‌خواند. سپس به همان ترتیب مطابق حدیث عربی سوسمار شعر عربی فوق را می‌سراید و ساکت می‌شود («دهانش بسته می‌شود») و پس از آن اعرابی به محمد ایمان می‌آورد.
برخی به اشتباه شعر را تلویحاً به اعرابی (سعد بنی‌سلیم) منسوب کردند و برخی از منتظران مهدی نیز عبارت مهدیا در این شعر را به عنوان استدلال استفاده کردند. از این حدیث به صورت مکرر از معجزات محمد شمرده شده‌است.
احمد کسروی در کتاب خود به‌طور مفصل به چنین اغراق‌های «منسوب به مسلمانان» همچون سوسمار سخنگو، شتر از سنگ درآوردن، مرده زنده کردن و موارد متعدد دیگر پرداخت و با مقدمه بر اینکه ایمان بواسطه معجزه‌های عجیب و غریب برای دانش روز و مردم باسواد نیست نهایتاً نوشت:
جای شادروان حداد تهیست که به ریشخند پردازد و بگوید، اگر این راستست که سوسمار با پیغمبر گفتگو کرده و با زبان عربی شیوا شعر سروده: «الا یا رسول الله بورکت هادیا…» پس معجزه را سوسمار کرده و مردم می‌بایست به او ایمان بیاورند.